# Vivian Tan
Vivian Tan, född 17 september 1977 i Shanghai i Kina, är en australisk bordtennisspelare. Hon spelade vid Samväldesspelen 2010 för Australien. Hon var även utvald att spela för Australien vid de olympiska sommarspelen 2012.

## Privatliv
Tan föddes 1977 i Shanghai där hon växte upp. Hon gick på primär- och sekundärskola i Kina. Hon flyttade till Australien år 2003 och blev australisk medborgare 2007. Mellan 2003 och 2005 gick hon vid Charles Sturt University i New South Wales där hon tog kandidatexamen inom IT. Hon gifte sig med en man från Skottland i början av de olympiska sommarspelen 2012.
2012 arbetade hon för North Sydney Leagues Club och bodde i Killara, en förort till Sydney.
Tan är 165 cm lång och väger 60 kg.

## Bordtennis
Tan är spelare och tränare inom bordtennis. Hon tillbringar upp till åtta timma per vecka med att träna. Med början år 2009 blev hon tränad av Paul Zhao. Hon har ett bordtennistipendium från New South Wales Institute of Sport.
Hon började spela bordtennis när hon var sex år gammal efter att hennes mor föreslagit det för henne. Tan slutade spela 1997 och återvände 2007 till sporten.
World Team Cup 2009 var den första gången hon representerade Australien som spelare i landslaget. 2010 blev hon rankad som den fjärde bästa spelaren i Australien. Hon tävlade vid världsmästerskapen i bordtennis 2009 vilket Ryssland arrangerade. Hon representerade Australien vid Samväldesspelen 2010 i bordstennis. Hon placerade sig som trea vid singeltävlingen i Oceania Cup 2011 i Adelaide, Australien. Tan placerade sig som två i Australiens kvalifikationstävling inför de olympiska sommarspelen 2012 i Sydney, Australia. Hon kom fyra vid singeltävlingen i kvalifikationstävlingen inför Oceania Tournament 2012 i bordstennis i Sydney, Australia. Hon blev utvald att representera Australien vid de olympiska sommarspelen 2012 till damernas lagtävling. Det australienska laget hade ett träningsläger i England och spelade en träningsmatch mot England månaden innan spelen.

### Fotnoter
1. 1 2 3 4 5 6 7 8 9 10 11 12 13 14  ”London 2012; Vivian Tan - Athlete Biography”. Australian Olympic Committee. 17 september 1977. Arkiverad från originalet den 4 juli 2012. https://web.archive.org/web/20120704200717/http://london2012.olympics.com.au/athlete/zhenhua-tan. Läst 8 juli 2012.
2. 1 2 3 4 5 6 7 8 9  Chen, Torin (22 maj 2010). ”Vivian Tan's world team title bid fast+furious”. North Shore Times. Arkiverad från originalet den 30 december 2012. https://archive.is/20121230215218/http://north-shore-times.whereilive.com.au/sport/story/vivian-s-world-team-title-bid-fast-furious/. Läst 8 juli 2012.
3. 1 2 3 4 5 6  Chen, Torin (5 juli 2012). ”Vivian our golden girl”. North Shore Times. Arkiverad från originalet den 30 december 2012. https://archive.is/20121230235459/http://north-shore-times.whereilive.com.au/sport/story/vivian-our-golden-girl/. Läst 8 juli 2012.
4. 1 2 3  ”Table tennis coach dreads round one clash”. Nine MSN. 21 juni 2012. Arkiverad från originalet den 22 juni 2012. https://web.archive.org/web/20120622211052/http://wwos.ninemsn.com.au/article.aspx?id=8487536. Läst 8 juli 2012.
5. ↑  ”Australian Table Tennis Team at the 2012 Olympics”. sports-reference.com. Arkiverad från originalet den 27 september 2013. https://web.archive.org/web/20130927224606/http://www.sports-reference.com/olympics/countries/AUS/summer/2012/TTN/. Läst 3 oktober 2014.